# پاتریک رایکارت
پاتریک رایکارت (انگلیسی: Patrick Ryecart؛ زادهٔ ۹ مهٔ ۱۹۵۲) بازیگر اهل بریتانیا است.
از فیلم‌ها یا مجموعه‌های تلویزیونی که وی در آن‌ها نقش داشته‌است، می‌توان به پوآرو، تاج، پولدارک، دکتر هو، شهر هالبی، سخنرانی پادشاه، بیست و یک، عکس جدایی و پلی در دوردست اشاره نمود.